# Symplecta novaezemblae
Symplecta novaezemblae är en tvåvingeart som först beskrevs av Alexander 1922.  Symplecta novaezemblae ingår i släktet Symplecta och familjen småharkrankar. Arten är reproducerande i Sverige.

## Underarter
Arten delas in i följande underarter:
- S. n. mabelana
- S. n. novaezemblae